# 曹小定
曹小定（1931年—2022年7月16日），女，江苏无锡人，中国中西医结合针刺学家，曾任上海医科大学教授、博士生导师，中国神经科学学会理事。